# Централна зона Новог Београда
Централна зона Новог Београда је целина коју чине девет симетрично распоређених блокова као што су блок 21, 22, 23, 24, 25, 26, 28, 29 и 30.
На предлог Завода за заштиту споменика културе града Београда, а одлуком Владе Републике Србије од 29. јануара 2021. године, „Централнa зонa Новог Београда“ добилa је статус културног добра-просторно културно-историјске целине.
Укупно је заштићена површина од 192 хектара, што је чини површински највећом заштићеном модернистичком целином у Србији.

## Историјат
Након Другог светског рата донет је нови Генерални урбанистички план Београда, 1950. године који је ставио акценат на ширење града преко реке Саве и изграду Новог Београда. Након тога уследио је десетогодишњи период који су обележили бројни конкурси, рад како појединаца тако и пројектанских тимова, након чега су изграђени блокови 1 и 2 (1958) према пројекту архитекте Бранка Петричића, а потом и преосталих девет стамбених блокова Централне зоне Новог Београда, које су пројектовали Леонид Ленарчич, Милутин Главички, Милосав Миша Митић, Душан Миленковић и Урош Мартиновић.
Блокови 24, 25 и 26 нису реализовани према првим детаљним урбанистичким плановима и данас чине заштићену околину просторне културно-историјске целине. Ови блокови су оригинално замишљени као три главна трга Новог Београда, свечани, централни и станични који би формирали Централни проспект између Железничке станице Нови Београд и Палате СИВ-а, по којем читав простор данас носи назив. Од идеје формирања три трга на овом простору се одустало услед економских и политичких околности, па су на том потезу изграђени станови са основним функционалним садржајима.

## Изградња
У Београду и СФРЈ први пут је примењен систем префабрикације, ИМС систем Бранка Жежеља, који је пружао велике могућности, много веће него традиционални тип граде и ливења бетона на лицу места, односно изградњу мега-структура уз коришћење бетонске панел конструкције што је временом довело до експанзије ауторске архитектуре и урбанизма као и грађевинарства у технолошком и иновационом погледу. Сви сегменти архитектуре, од пројектовања до реализације, указују на сложеност процеса изградње заснованим на међународним стандардима послератне модерне, али и на економским факторима послератног периода.
Модерна урбана структура Централне зоне Новог Београда допринела је повезивању центара Београда и Земуна, а с обзиром на специфичну позицију у односу на центар Београда и општину Земун, ова зона је од посебног значаја за Нови Београд, али представља и један од најзначајнијих делова ширег подручја Београда.
За урбанистичку у концепцију и решења по којима се реализује Нови Београд, Октобарском наградом Града Београда 1968. године награђени су архитекте Никола Добровић, Милорад Мацура, Станко Мандић, Милош Сомборски, Видо Врбанић, Бранко Петричић, Александар Ђорђевић, Урош Мартиновић и Милутин Главички.
Блок 23 је с интернационалног аспекта уврштен у сталну поставку Музеја модерне уметности Мома у Њујорку од 2019. године.

## Галерија
- Блок 30
- Телевизорка у Блоку 28
- Солитери у Блоку 23
- Блок 23
- Блок 21